# Cassia agraria
Cassia agraria va ser el nom d'una llei romana establerta a proposta del cònsol Espuri Cassi Viscel·lí, que tenia per col·lega a Pròcul Virgini Tricost Rutil, l'any 267 de la fundació de Roma (486 aC) per la qual s'ordenava el repartiment de les terres arrabassades als hèrnics a favor dels plebeus i dels llatins La llei no va tenir cap efecte.